# Хенри (окръг, Индиана)
Вижте пояснителната страница за други значения на Хенри.
Окръг Хенри (на английски: Henry County) е окръг в щата Индиана, Съединени американски щати. Площта му е 1023 km², а населението - 48 508 души (2000). Административен център е град Ню Касъл.